# Lương Cường
Lương Cường (Viet Tri Phu Tho, Vietnam; 15 de agosto de 1957) es un general del ejército y político vietnamita. Actualmente se desempeña como el decimotercer presidente de Vietnam desde octubre de 2024 y como miembro permanente del Secretariado desde mayo de 2024. También se desempeñó como Director del Departamento General de Política del Ejército Popular de Vietnam desde abril de 2016 hasta junio de 2024.

## Biografía
Cuong nació en la provincia de Phú Thọ, Su padre fue el Sr. Luong Van Thao (1932-2021), teniente coronel del ejército, Ex Asistente de Operaciones, Departamento de Servicios, Estado Mayor. Estudió y se graduó como Licenciado en Construcción del Partido y Administración del Estado en la Universidad de Oficiales Políticos (LCH), el nivel de teoría política es avanzado. Durante su trabajo, asistió a cursos de formación de cuadros en la Academia Nacional de Política de Ho Chi Minh y en China. Se convirtió en miembro del Partido Comunista de Vietnam el 19 de enero de 2011. Es miembro del Politburó desde 2021 y miembro del Comité Central desde 2011.
En febrero de 1975, Luong Cuong se unió al ejército a la edad de 18 años y luego participó en la guerra fronteriza entre Vietnam y China de 1979. En agosto de 1978, fue admitido en el Partido Comunista de Vietnam a la edad de 21 años. De febrero de 1975 a abril de 2003, ocupó los puestos de oficial asistente, Comando Militar Provincial de Hoang Lien Son, Región Militar 2; oficial asistente, División 355, Región Militar 2; asistente, Jefe del Departamento de Personal, Departamento de Personal, Departamento Político, Región Militar 2; Comandante Adjunto del Regimiento para Política, Secretario del Partido del Regimiento 174, División 316, Región Militar 2; Comandante Adjunto del Regimiento para Política, Secretario del Partido del Regimiento 98, División 316, Región Militar 2; Asistente del Departamento de Recursos Humanos, Jefe Adjunto de Departamento, Jefe del Departamento de Recursos Humanos, Departamento de Personal, Departamento General de Política del Ejército Popular de Vietnam; Director Adjunto a cargo de Recursos Humanos, miembro del Comité del Partido del Departamento de Personal, Departamento General de Política del Ejército Popular de Vietnam.
En mayo de 2003, fue nombrado Comandante Político Adjunto del 2.º Cuerpo y, simultáneamente, Secretario del Comité del Partido del 2.º Cuerpo. De febrero a marzo de 2006, fue estudiante de la clase de investigación para líderes de alta dirección en la Academia Nacional de Política de Ho Chi Minh. En abril de 2006, fue nombrado Comisario Político del 2.º Cuerpo y, simultáneamente, Secretario del Comité del Partido del 2.º Cuerpo. En enero de 2008, fue nombrado Comisario Político de la Región Militar 3 y, simultáneamente, miembro de la Comisión Militar Central y Secretario del Comité del Partido de la 3.ª Región Militar.
El 18 de enero de 2011, en el XI Congreso Nacional del Partido Comunista de Vietnam, fue elegido miembro del Comité Ejecutivo Central del XI Partido Comunista de Vietnam. En junio de 2011, fue nombrado subdirector del Departamento Político General, encargado de la construcción del Partido, el trabajo de personal y la construcción del Departamento Político General. Al mismo tiempo, fue miembro de la Comisión Militar Central y secretario del Comité del Partido del Departamento Político General, en sustitución del teniente general Nguyen Thanh Cung, quien asumió el cargo de viceministro de Defensa Nacional. Entre diciembre de 2011 y noviembre de 2013, realizó estudios para la formación de altos funcionarios en China.
El 26 de enero de 2016, en el 12º Congreso Nacional del Partido Comunista de Vietnam, fue reelegido como miembro del 12º Comité Central del Partido Comunista de Vietnam. El 27 de enero de 2016, fue elegido por el 12º Comité Central del Partido para el Secretariado del Comité Central del Partido Comunista de Vietnam.

## Carrera

### Director del Departamento General de Política del Ejército Popular de Vietnam

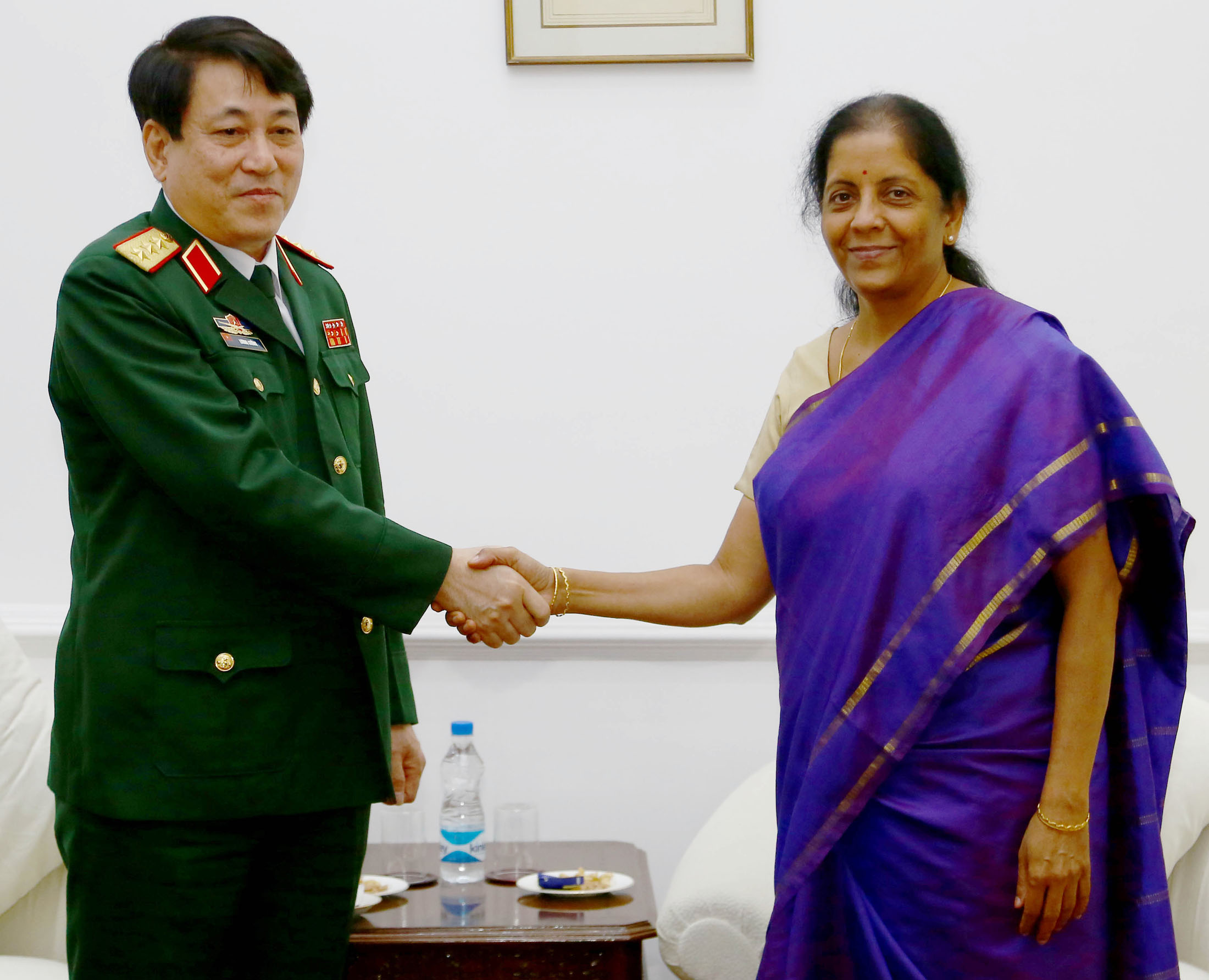
El jefe del Departamento Político General del Ejército Popular de Vietnam, Luong Cuong, estrechando la mano de la Ministra de Defensa de la India, Nirmala Sitharaman, durante su visita a Nueva Delhi.

El 15 de abril de 2016, el 12º Politburó le asignó el cargo de El Jefe del Departamento Político General del Ejército Popular de Vietnam reemplaza al General Ngo Xuan Lich. El 30 de agosto de 2018, en Hanoi, recibió la insignia de miembro del Partido por 40 años.
El 29 de enero de 2019, Luong Cuong fue nombrado Secretario General. El Presidente Nguyen Phu Trong fue ascendido de General a General del Ejército Popular, al mismo tiempo que el General To Lam, Ministro de Seguridad Pública. El 30 de enero de 2021 fue reelegido como Comisionado. El 13º Comité Central del Partido Comunista de Vietnam, es su tercer mandato en el Partido Central. El 31 de enero de 2021 fue elegido por el XIII Comité Central del Partido Bộ Chính trị.
En mayo de 2021, se postuló y fue elegido miembro de la Asamblea Nacional de Vietnam para su 15º mandato en el período 2021-2026, Perteneciente a la delegación de la Asamblea Nacional de la provincia de Thanh Hoa, obtuvo 519.102 votos, lo que representa el 97,72% del total de votos válidos en el distrito electoral número 2, incluidos la ciudad de Bim Son y los distritos de Ha Trung, Nga Son, Hau Loc, Vinh Loc y Thach Thanh.

### Presidencia (2024-presente)

Cường tomando el juramento del cargo el 21 de octubre de 2024.

El 26 de agosto de 2024, el Secretario General Tô Lâm renunció a la presidencia poco después de su elección como nuevo secretario general a principios de ese mes tras la muerte de Nguyen Phú Trong en julio. El 21 de octubre, en la octava sesión de la 15° Asamblea Nacional, Cường fue elegido presidente con 440/440 delegados asistentes a la Asamblea Nacional a favor (lo que representa el 91,67% del número total de delegados). Posteriormente fue investido presidente, sucediendo a Tô Lâm.
En su discurso inaugural, Cường declaró su compromiso de mantener y fortalecer la alta unidad y solidaridad dentro del Partido; construir un Estado de derecho socialista limpio y fuerte; fortalecer la defensa y la seguridad nacional, y perseguir consistentemente una política exterior independiente, autosuficiente, pacífica y amistoso. En la mañana del 22 de octubre de 2024 se celebró en el Palacio Presidencial la ceremonia de entrega. En la ceremonia, Tô Lâm entregó oficialmente las funciones presidenciales a Cường y solicitó a las agencias pertinentes que informaran sobre tareas específicas, revisaran los planes de trabajo y coordinaran los asuntos internos y externos del nuevo presidente.

#### Asuntos exteriores

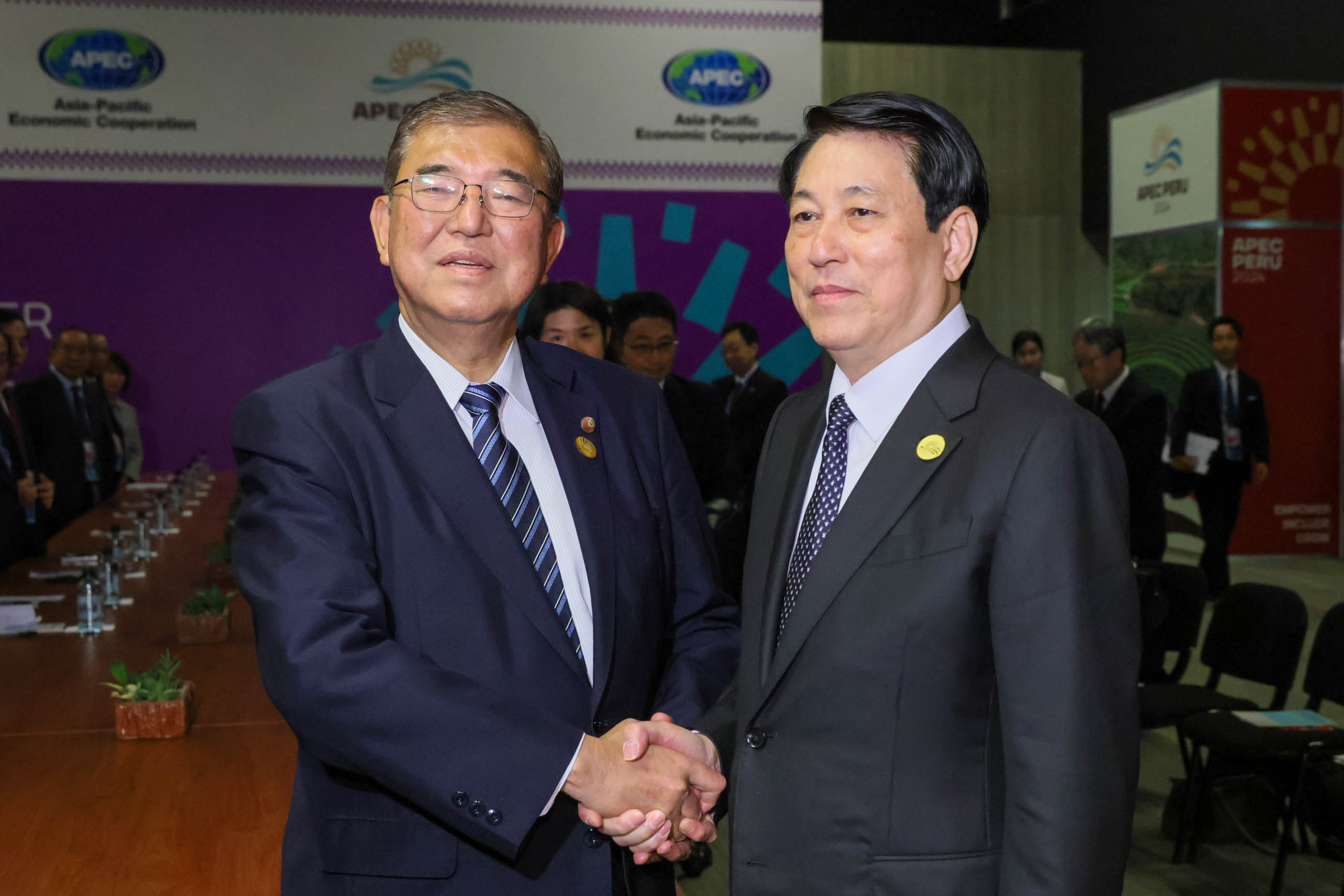
Reunión con el Primer ministro japonés Shingeru Ishiba en la Cumbre de la APEC en Lima, Perú, el 16 de noviembre de 2024.

El 10 de noviembre de 2024, Cường inició una visita de tres días a Chile, su primera visita al extranjero desde que asumió la presidencia. Llegó a Santiago para reunirse con el presidente Gabriel Boric. Antes de eso, visitó la casa del fallecido presidente Salvador Allende y se reunió con familiares suyos. Durante la visita, un miembro de la delegación de Cường fue arrestado por educación sexual. 
El 13 de noviembre, Cường llegó a Lima, Perú, para participar en la Cumbre APEC. Fue condecorado con la Orden del Sol del Perú por la presidenta peruana Dina Boluarte. También se reunió con muchos otros líderes mundiales durante la cumbre.

## Reconocimientos

### Medallas

#### En su país
- Medalla al Mérito Militar de Primera Clase.
- Medalla al Mérito Militar de Segunda Clase.
- Medalla al Mérito Militar de Tercera Clase.
- Medalla de victoria de primer nivel.
- Medalla de victoria de segundo nivel.
- Medalla de victoria de nivel 3.
- Medalla de la Victoria Militar.
- Medallas de Soldado Honorario de Primera, Segunda y Tercera Clase.

#### En el extranjero
- Medalla de la Amistad de la Federación Rusa.[32]

- Orden de la Libertad de Laos, Segunda Clase.

- Orden del Girón de la República de Cuba.[33]

- Medalla de Amistad y Cooperación del Reino de Camboya.[34]

- Orden del Sol del Perú.[35]

### Rango militar
| Año de ordenación | 1979        | 1981        | 1982        | 1985        | 1989        | 1993             | 1997        | 2001        | 2006                | 2009             | 2014        | 2019        |
| Rango             | không khung | không khung | không khung | không khung | không khung | không khung      | không khung | không khung | không khung         | không khung      | không khung | không khung |
| ----------------- | ----------- | ----------- | ----------- | ----------- | ----------- | ---------------- | ----------- | ----------- | ------------------- | ---------------- | ----------- | ----------- |
| Nombre del rango  | Teniente    | Teniente    | Teniente    | Capitán     | Importante  | Teniente coronel | Coronel     | Coronel     | General de división | Teniente general | General     | General     |